# 만수역 (화순)
만수역(Mansu station, 萬水驛)은 전라남도 화순군에 있던 경전선의 철도역이었다. 2006년 10월 31일을 마지막으로 여객열차가 멈추지 않았으며, 2008년 1월 1일 폐지되었다.

## 역명 유래
만년동과 수동마을에서 글자를 따서 붙여진 명칭이다.

## 역사
- 1932년 11월 1일 : 무배치간이역으로 영업 개시[1]
- 1944년 6월 15일 : 폐지[2]
- 1965년 7월 1일 : 무배치간이역으로 영업 재개(화순역 관리)[3]
- 1966년 9월 26일 : 역원배치간이역으로 승격 및 수소화물 취급 개시[4]
- 1969년 8월 1일 : 무인화[5]
- 1972년 7월 1일 : 을종대매소로 지정
- 1985년 10월 7일 : 무배치간이역으로 격하
- 2006년 11월 1일 : 여객취급 중지
- 2008년 1월 1일 : 폐역[6]

## 참고 문헌
1. ↑  조선총독부관보 휘보 정류장신설(1932.11.07)
2. ↑  조선총독부관보 고시 제885호(1944.06.10)
3. ↑  철도청 고시 제152호(1965.07.01)
4. ↑  대한민국관보 철도청훈령 제1499호, 1966년 9월 22일
5. ↑  철도청 고시 제128호(1969.07.09)
6. ↑  대한민국관보 건설교통부 고시 제2007-618호, 2007년 12월 31일